# Ланц, Генрих Эрнестович
Генрих Эрнестович Ланц (14 февраля 1886 — 1 ноября 1945) — русско-американский философ, славист.
Генрих Ланц родился в Москве. Отец философа, Эрнест Ланц (1841 г.р., Гаррисбург), и мать философа — Каролина Ланц, урожденная Меллер (1852 г.р.). приехали в Москву в 1883 году.
Генрих Эрнестович учился на историко-филологическом факультете Московского университета, после — в Гейдельбергском университете, где в 1911 под руководством В. Виндельбанда защитил докторскую диссертацию на тему «Проблема предметности в современной логике». В диссертации и многочисленных публикациях исследовал различные типы психологизма в современной философии (от Авенариуса до Гуссерля).
С 1914 года преподавал эстетику в Бетховенской музыкальной школе в Москве, а после Октябрьской революции Ланц благодаря происхождению своих родителей эмигрировал из России в США и с 1918 г. преподавал в Стэнфорде. В 1941 году получил звание профессора философии.
Ланц является автором ряда работ по философии музыки и истории славянской культуры.

## Статьи Генриха Ланца
Ланц Г. Э. Вопросы и проблемы бессмертия // Логос, — М., 1913. Кн. 3 № 4. — С. 249—267.

Ланц Г. Э. Иоганн Готлиб Фихте // Вопросы философии и психологии. 1914. Кн. 122. — С. 65-119.

Ланц Г. Э. Момент спекулятивного трансцендентализма у Плотина // Журнал министерства народного просвещения. 1914, Ч. 49. № 1. — С. 84-138.

Ланц Г. Э. Памяти Фихте // Русская мысль. 1914. Кн. 6. — С. 42-51.

Ланц Г. Э. Свобода и сознание: (К столетию со дня смерти И. Фихте) // Логос. —М.-СПб., 1914. Т. 1,Вып. 1. —С. 1-23.

Ланц Г. Э. Философия Рихарда Авенариуса // Логос, — М. 1911/1912 кн. 2 № 3. — С. 205—241.

Ланц Г. Э. Эдмунд Гуссерль и психологисты наших дней // Вопросы философии и психологии. 1909. № 98. — С. 393—443.

Ланц Г. Э. Эстетика чистого чувства Г. Когена // Русская мысль. 1914. кн. 4. —С. 40-44.

Ланц Г. Э. Относительность эстетического. Перевод с англ. О.Поповой — Логос, — М., 2006, № 6(57). — С. 188—206.